# Кот учёный (скульптура, Обнинск)
«Кот учёный» — городская скульптура в Обнинске возле Дома учёных, установленная в 2013 году в честь одноимённого литературного персонажа поэмы «Руслан и Людмила» Александра Пушкина. Идея по установке скульптуры возникла благодаря случайному расположению рядом друг с другом сохранённого обнинцами столетнего дуба (литературный Кот учёный ходит вокруг дуба) и Дома учёных. Авторы скульптуры — Владимир Сапрыкин и Алексей Дубин.

## История
Идея установки в Обнинске скульптуры Кота учёного впервые была высказана главой Администрации города Обнинска Александром Авдеевым в конце мая 2012 года на городском градостроительном совете, где обсуждалась планировка будущего центра Обнинска.
Импульсом к идее стали сохранённый обнинцами в этом месте столетний дуб, находящийся здесь же Дом учёных и знакомая каждому российскому школьнику строфа из вступления к поэме «Руслан и Людмила» Александра Пушкина:
У лукоморья дуб зелёный;

Златая цепь на дубе том:

И днём и ночью кот учёный

Всё ходит по цепи кругом;

Идёт направо — песнь заводит,

Налево — сказку говорит...
Первоначально Авдеев предложил поместить кота с золотой цепью прямо на дубе, затем этот вариант существенно трансформировался.
Год спустя место для скульптуры было определено на углу Дома учёных — с тем, чтобы не подвергать дуб чрезмерному антропогенному воздействию. Авдеев также уточнил своё изменившееся видение скульптуры, на котором не настаивал: кот в очках, с портфелем, в пиджаке и с торчащим из кармана удостоверением сотрудника Физико-энергетического института. После этого был объявлен открытый творческий конкурс на скульптуру, которую предполагалось установить ко Дню города 27 июля 2013 года.
5 июля 2013 года были подведены итоги конкурса, в котором приняли участие две заявки с тремя вариантами макета скульптуры с засекреченным авторством. В состав жюри входили обнинские архитекторы, представители отдела архитектуры Администрации города Обнинска, художники, краеведы. Мнение жителей города учитывалось через интернет-голосование на сайте городской администрации.
Сами авторы так описывали свои варианты:
Вариант № 1 (Кот учёный в академической шапочке) «представляет собой скульптурную фигуру волевого и целеустремленного „учёного кота“, сосредоточенного на достижении научных целей и задач современной науки. В своих лапах он крепко держит атрибуты научной деятельности».

Вариант № 2 (Кот учёный с тростью) «представляет собой скульптурную фигуру важно шествующего Кота учёного, гордого своей причастностью к науке. В его лапах книга и трость — символы знания и высокого статуса учёного. Фрагмент „златой цепи“ означает тернистый, но благородный путь в науке».

Вариант № 3 (Кот учёный с книгой на пригорке) «представляет собой скульптурную фигуру уютно расположившегося кота. Кот лежит, подперев голову лапой. Книга, которую он читает, опирается на хвост и заднюю лапу — этот композиционный ход вносит в скульптуру загадочную ноту, и побуждает зрителя рассматривать произведение со всех сторон. На умной морде кота — пенсне, эта изюминка обогащает образ».
После завершения голосования были оглашены его результаты и имена авторов. 1-е место занял вариант № 1 с количеством баллов 393 (авторы Владимир Сапрыкин и Алексей Дубин). 2-е место занял вариант № 3 с количеством баллов 388 (автор Сергей Лопухов). 3-е место занял вариант № 2 с количеством баллов 301 (авторы Владимир Сапрыкин и Алексей Дубин). Тогда же было объявлено о переносе сроков установки скульптуры на ноябрь.
Бронзовая скульптура была изготовлена в Зеленограде. 30 октября 2013 года Кот учёный был установлен у Дома учёных. 1 ноября скульптура была официально открыта. Покрывало с Кота учёного сняли второклассники школы № 11, ставшие лауреатами научно-практической конференции «Интерес. Познание. Творчество».

Морда Кота учёного с гнутыми усами в ноябре 2014 года

Ранее, в конце августа того же года, скульптура «Кот учёный» Сергея Лопухова, занявшая в обнинском конкурсе второе место, и, по мнению многих, менее удачная, была установлена в столице области — Калуге. Публично осталось невыясненным, как проигравшая скульптура обнинского автора оказалась в Калуге, почему была установлена раньше, и с чем было связано почти одновременное появление в двух крупнейших городах Калужской области однотипных скульптур. При этом было общеизвестно, что выходец из Калуги глава администрации Обнинска Александр Авдеев — ставленник калужского губернатора Анатолия Артамонова.
В июле 2014 года обнинскому Коту учёному вандалы обломили усы с левой (для Кота) стороны. После восстановления усы стали гнутыми.